# Laugarvatn
Il lago Laugarvatn si trova nella regione sud-occidentale chiamata Suðurland, dell'Islanda, nei pressi dell'omonimo paese con una popolazione di circa 200 abitanti.

## Geografia
È collocato in un'area ricca di laghi e lagune: ai suoi lati infatti si trovano il lago Apavatn e il maggiore Þingvallavatn, tutti questi laghi hanno origine glaciale, e si trovano sotto il monte Mosfell.
Sui fondali del lago è possibile contare numerose soffioni boraciferi di temperatura fino a 95 °C che riescono a scaldare l'acqua e creano i tipici bollori sulla superficie, la fonte famosa fin dal Medioevo è chiamata Vigdalaug, ed è situata sulla sponda occidentale del lago; il suo nome infatti in islandese si traduce in lago delle sorgenti calde.

## Curiosità
La fonte Vigdalaug che riscalda l'acqua del lago è stata usata dai primi cristiani arrivati sull'isola per i battesimi; qui furono anche seppelliti i corpi del vescovo Jón Arason (l'ultimo vescovo cattolico islandese) e dei suoi figli, dopo la loro riesumazione nel 1551.
È una delle mete consigliate lungo il percorso "Il circolo d'oro".

## Galleria d'immagini

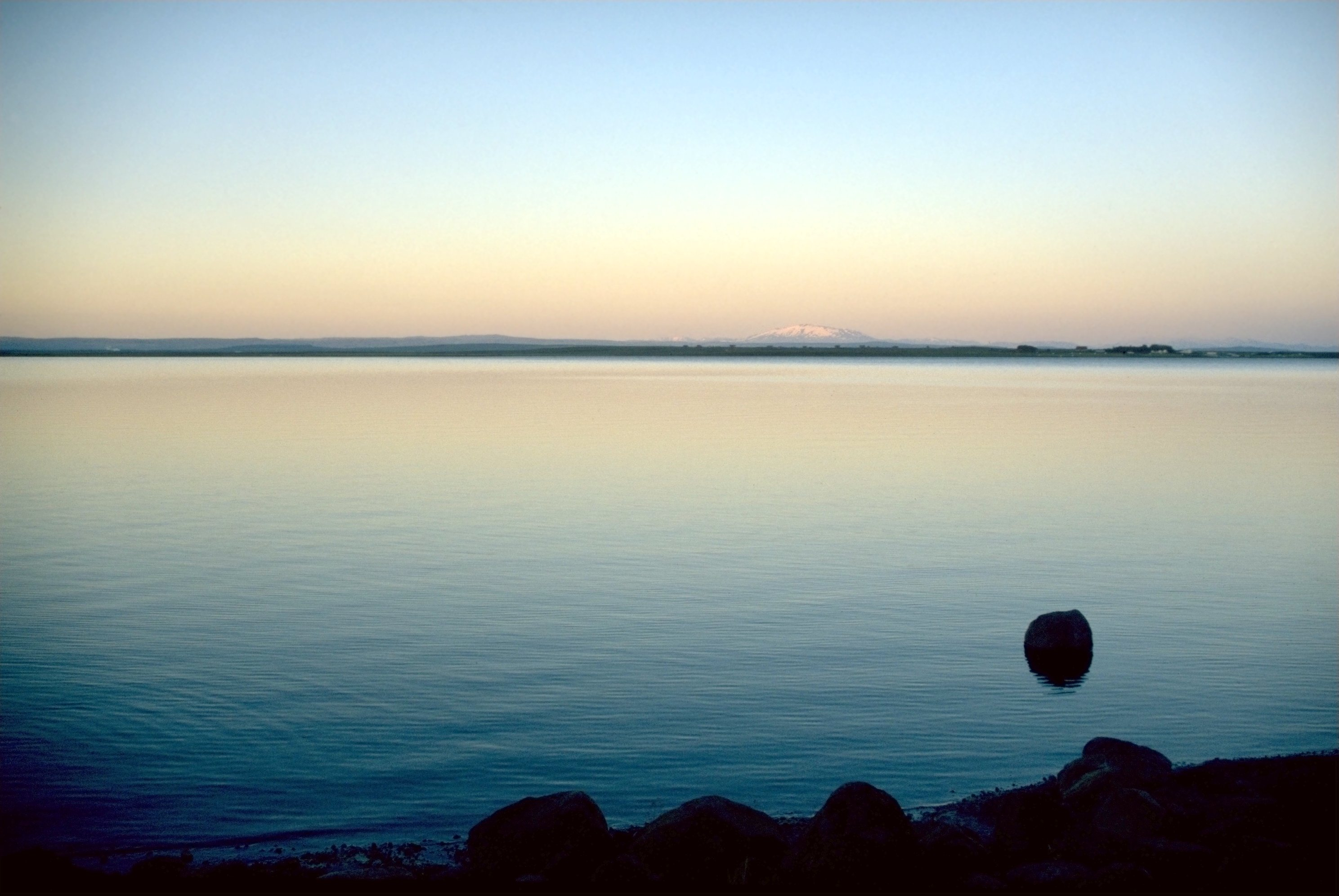

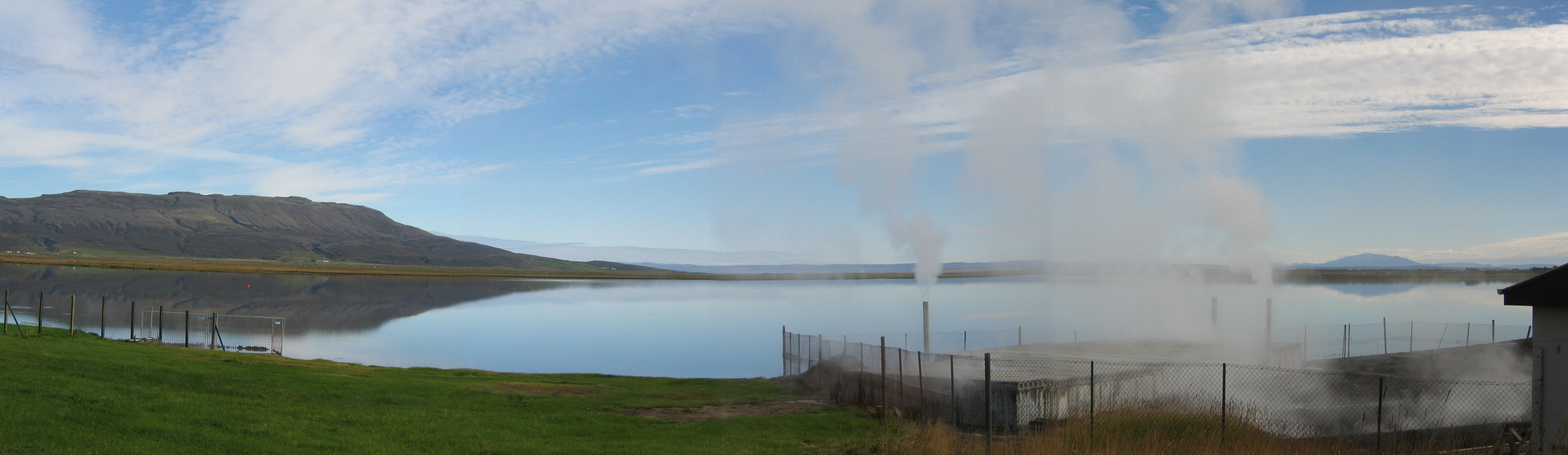